# Паразитология (журнал)
«Паразитология» — первый научный журнал, публикующий по общим проблемам паразитологии, экологии, морфологии, систематике и эволюции паразитических организмов, включен в международные реферативные базы данных PubMed, Scopus, WoS (BIOSIS, ZR). Журнал издается Отделением биологических наук РАН и Санкт-Петербургской издательской фирмой «Наука».

## История
Журнал основан в 1967 году академиком Борисом Евсеевичем Быховским . Заместителем главного редактора назначен А. С. Мончадский, ответственным секретарём — Е. Ф. Соснина. C 1971 года статьи журнала начали переводить на английский язык и распространять за рубежом, однако после присоединения к «Конвенции об авторском праве» в 1973 году перевод журнала прекращён, в связи с требованием выплачивать гонорары авторам, на которые у редакции не было средств. В 1974 году утверждены два заместителя главного редактора О. Н. Бауэр и Ю. С. Балашов, потому как редакция журнала располагалась в Ленинграде, а новый главный редактор Константин Минаевич Рыжиков проживал в Москве. В 1983 году, после смерти К. М. Рыжикова, главным редактором назначен литовский гельминтолог Витаутас Леонович Контримавичус, ответственным секретарём утверждена Н. А. Филиппова. В 1988 году заместителями главного редактора стали Н. А. Филипова и А. А. Добровольский, а секретарём — С. В. Миронов. После распада СССР главным редакторм стал акаролог Юрий Сергеевич Балашов.

#### Главные редакторы журнала
- Академик АН СССР Б. Е. Быховский с 1967 по 1974 годы
- Член-корреспондент АН СССР К. М. Рыжиков с 1974 по 1983 годы
- Член-корреспондент АН СССР В. Л. Контримавичус с 1983 по 1992 годы
- Член-корреспондент РАН Ю. С. Балашов с 1992 по 2012 годы
- Академик РАН О. Н. Пугачёв с 2012 года

## Общие сведения
В журнале публикуют обзорные статьи по проблемам общей паразитологии, теоретическим аспектам паразито-хозяинным отношениям живых организмов. Экспериментальные статьи посвящены внешнему строению, систематике, экологии и эволюции паразитических животных. Большое внимание на страницах журнала уделяется рассмотрению заболеваниям природно-очагового типа, передающихся членистоногими. Журнал входит в Список научных журналов ВАК Минобрнауки России. Выходит 6 номеров в год. Каждый год в журнале публиковалось первоначально около 100—120 статей, однако в последние 10 лет число статей уменьшилось до 35—53 за год. Тираж 70743 экземпляров. Статьи по паразитическим насекомым переводятся на английский язык и публикуются в журнале Entomological review.

## Редакционная коллегия
Главный редактор член-корр. РАН, О. Н. Пугачев. Заместитель главного редактора К. В. Галактионов, Ответственный секретарь А. В. Халин. Члены редколлегии: В. В. Глупов, А. А. Добровольский, Г. Н. Доровских, Е. П. Иешко, С. С. Козлов, Э. И. Коренберг, М. В. Крылов, С. А. Леонович, С. Г. Медведев,С. В. Миронов, д.б.н. А. Н. Пельгунов, А. Ю. Рысс, д.б.н. А. О. Фролов, к.б.н. А. А. Стекольников.